# Friedrich von Gallwitz-Dreyling
Ernst Johann Valentin Friedrich von Gallwitz-Dreyling (* 1. Februar 1827 in Beuthen; † 5. November 1906 in Görlitz) war ein preußischer Generalleutnant.

## Leben

### Herkunft
Friedrich war ein Sohn des preußischen Rittmeisters Albrecht von Gallwitz-Dreyling (1791–1833) und dessen Ehefrau Maria Barbara, geborene von Stockmanns (1803–1892).

### Militärkarriere
Gallwitz-Dreyling besuchte die Kadettenhäuser in Wahlstatt und Berlin. Anschließend wurde er am 4. Juli 1844 als Portepeefähnrich dem 6. Infanterie-Regiment der Preußischen Armee überwiesen und erhielt Mitte März 1845 den Charakter als Sekondeleutnant. Am 18. September 1845 wurde er überzähliger Sekondeleutnant mit Patent vom 13. März 1847, sein Patent am 14. April 1845 aber auf den 8. März 1845 rückdatiert. Vom 1. April 1849 war Gallwitz-Dreyling für ein Jahr zum 5. kombinierte Reserve-Bataillon kommandiert. Vom 15. Februar bis zum 20. Mai 1851 war er Adjutant des IV. Bataillon. Zwischendurch wurde er vom 29. Februar bis zum 3. Juli 1851 zur Gewehrfabrik nach Saarn kommandiert. Vom 1. Oktober 1852 bis zum 1. April 1856 war er als Adjutant des III. Bataillons im 6. Landwehr-Regiment nach Glogau kommandiert. Nach seiner Rückkehr wurde er am 21. Juni 1856 zum Premierleutnant befördert und vom 1. Februar 1857 bis zum 1. Juli 1859 als Kompanieführer in das 6. kombinierte Infanterie-Regiment kommandiert. Dort wurde er am 31. Mai 1859 zum Hauptmann befördert. Er kam am 1. Juli 1860 in das 1. Niederschlesische Infanterie-Regiment Nr. 46 und wurde am 13. November 1860 zum Kompaniechef ernannt. In dieser Eigenschaft nahm Gallwitz-Dreyling während des Krieges gegen Österreich 1866 an den Kämpfen bei Nachod, Skalitz, Schweinschädel, Gradlitz und Königgrätz teil. Anschließend war er vom 20. Juli bis zum 5. September 1866 Führer des Besatzungsbataillon Samter in Neiße und erhielt am 20. September 1866 den Roten Adlerorden IV. Klasse mit Schwertern.
Nach dem Krieg war er vom 15. April bis zum 18. Mai 1867 als Kompanieführer zum Infanterie-Lehrbataillon kommandiert. Im Anschluss wurde Gallwitz-Dreyling zum Major befördert und am 21. März 1869 zum Kommandeur des I. Bataillons ernannt. Während des Krieges gegen Frankreich kämpfte er bei Weißenburg, Wörth, Sedan, Stonne, Petit Bicetre und vor Paris. Bei Malmaison wurde er durch einen Granatsplitter am Unterschenkel verwundet und war Anfang September 1870 kurzzeitig Führer seines Regiments.
Ausgezeichnet mit beiden Klassen des Eisernen Kreuzes wurde Gallwitz-Dreysing am 18. Januar 1872 zum Oberstleutnant befördert. Am 4. August 1874 beauftragte man ihn zunächst mit der Führung des 1. Schlesischen Grenadier-Regiments Nr. 10. Er wurde am 15. September 1874 zum Regimentskommandeur ernannt und vier Tage später zum Oberst befördret. Unter Stellung à la suite seines Regiments beauftragte man Gallwitz-Dreyling am 18. Oktober 1880 mit der Führung der 23. Infanterie-Brigade und ernannte ihn am 18. Januar 1871 bei gleichzeitiger Beförderung zum Generalmajor zum Kommandeur dieser Brigade. Er erhielt am 13. September 1882 den Roten Adlerorden II. Klasse mit Eichenlaub und Schwertern am Ringe. Am 15. April 1884 wurde Gallwitz-Dreyling mit dem Charakter als Generalleutnant und Pension zur Disposition gestellt. Er starb am 5. November 1906 in Görlitz.

### Familie
Gallwitz-Dreyling heiratete am 12. November 1860 in Spremberg Angelika von Thümen (1839–1915), eine Tochter des Oberst Albert von Thümen (1808–1871) und der Elisa Matzke (1819–1895). Aus der Ehe gingen die Kinder Friedrich (*/† 1861) und Johanna (* 1865) hervor.